# Draža vas
Draža vas je naselje u slovenskoj Općini Slovenskim Konjicama. Draža vas se nalazi u pokrajini Štajerskoj i statističkoj regiji Savinjskoj. 

## Stanovništvo
Prema popisu stanovništva iz 2002. godine naselje je imalo 487 stanovnika.